# Roitham am Traunfall
Roitham am Traunfall (do 18 grudnia 2016 Roitham) – miejscowość i gmina w Austrii, w kraju związkowym Górna Austria, w powiecie Gmunden. Liczy 2107 mieszkańców (1 stycznia 2023).